# Genio di Palermo
(Iscrizione sul bordo della conca del Genio di Palazzo Pretorio)

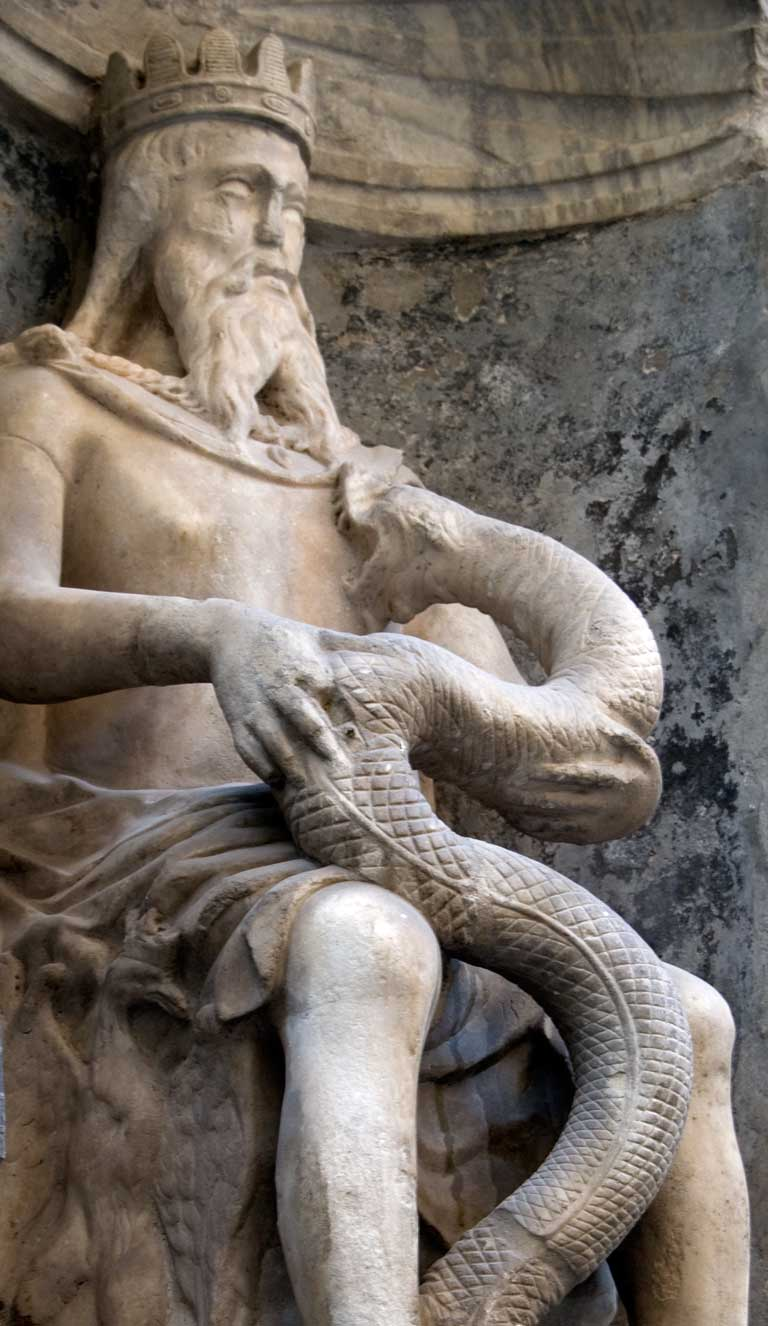
Genio del Garraffo (1483), una delle rappresentazioni del Genio di Palermo.

Il Genio di Palermo è il nume tutelare della città, o genius loci, complementare a Santa Rosalia, patrona della città. È anche chiamato Genio o Palermo.
È raffigurato come un uomo maturo dalla barba divisa, incoronato e abbracciato ad un serpente che si nutre al suo petto.
In tutta la città ne esistono diverse rappresentazioni, di cui sette sono sculture (due delle quali sono fontane), due dipinti in affresco (uno di questi opera di Vito D'Anna) e un'altra è un mosaico posto all'ingresso della Cappella Palatina.
È uno degli emblemi di Palermo.

## Origine, significati e storia

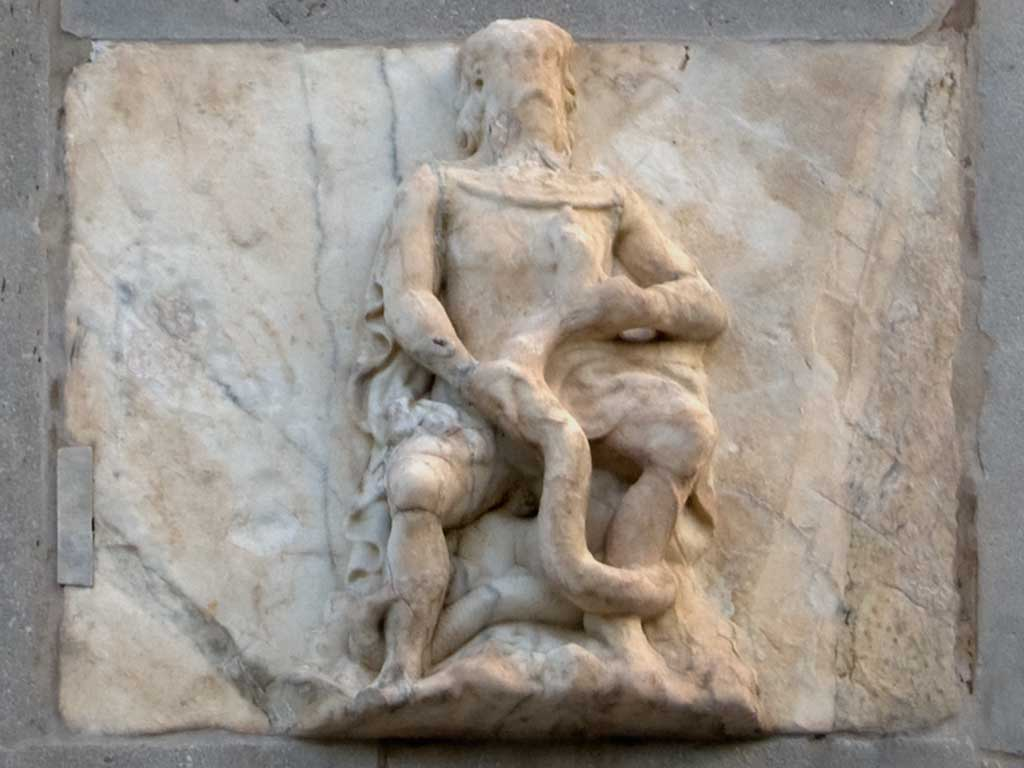
Il Genio del Porto, il più antico.

Il Genio è emblema di Palermo, personificazione della città, e simbolo dei suoi abitanti, di ogni origine o appartenenza etnica, culturale, religiosa e sociale. Probabilmente le sue origini sono pre-romane, ma non esiste una mitologia accurata sull'archetipo di questa leggendaria e misteriosa divinità protettrice, le cui origini e simbologie sono incerte.
Secondo i miti tramandati da Ovidio nel I secolo a.C. e Pausania nel II secolo d.C. simboleggiava il genius loci o la metamorfosi della figura maschile. Nell'interpretazione di Vincenzo Di Giovanni, del primo quarto del XVII secolo, l'uomo barbuto e coronato è Palermo, il serpente è invece Scipione l’Africano aiutato dai palermitani nella guerra contro i cartaginesi di Annibale. Per gratitudine Scipione avrebbe donato alla città una conca aurea, con al centro una statua di guerriero che nutriva dal petto un serpente.

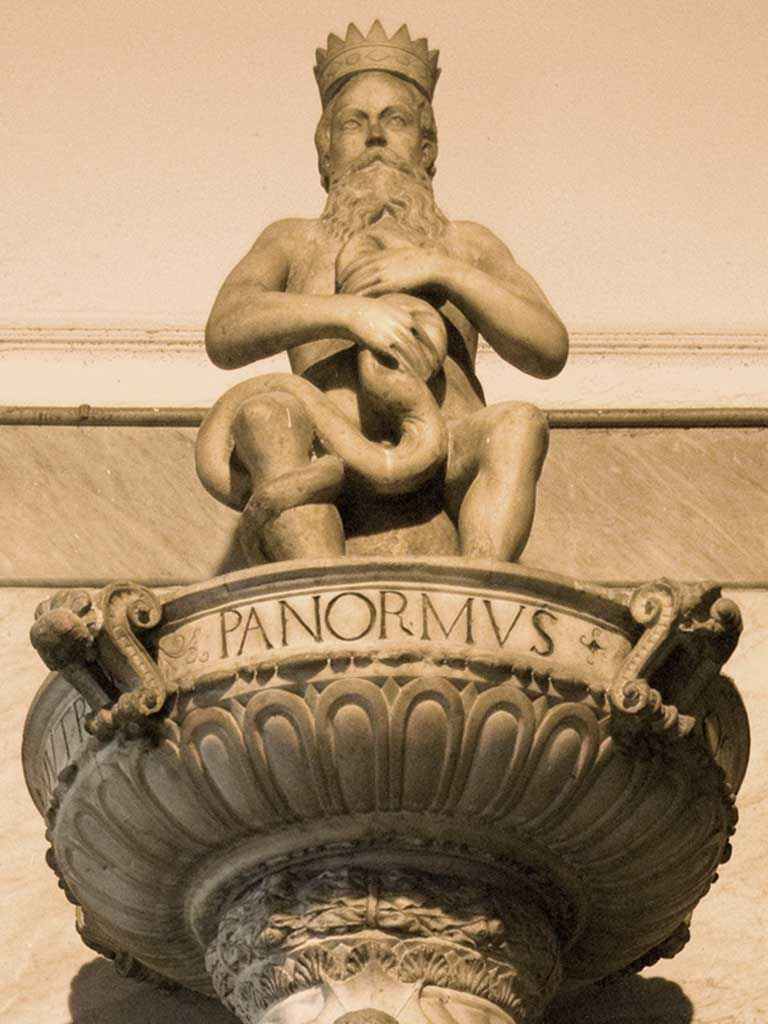
Palermu u Nicu.

La Conca d'Oro è un riferimento alla pianura in cui sorge Palermo. La statua del Genio di Palazzo Pretorio sorge difatti da una piccola conca sul cui bordo è scritto in latino: Panormus conca aurea suos devorat alienos nutrit (Palermo conca d'oro divora i suoi e nutre gli stranieri). Questo tropo in forma di motto lascia supporre un'eventuale discendenza del Genio da Crono o Saturno, divinità del tempo e dell'agricoltura, divoratore dei propri figli e simbolo di pienezza e abbondanza.
La simbologia del serpente, ambigua e polivalente, potrebbe avere più di un significato: esso è infatti tradizionalmente associato alla terra e all'acqua, alla fertilità, alla rinascita e al rinnovamento, l'animale è inoltre simbolo di prudenza, antagonista del sole, e portatore di conoscenza associata alla forza fisica.
Nella letteratura disponibile l'archetipo del serpente nutrito dal Genio è indicativo di rinnovamento e trasformazione creativa e dei rapporti con gli stranieri che nel corso della storia della città, tra passaggi e conquiste produssero a Palermo e in Sicilia traffici, scambi, rimescolamenti e trasformazioni culturali.
Oltre al serpente, gli attributi del Genio sono la corona, il cane e lo scettro, gli ultimi due compaiono per la prima volta con il Genio di Villa Giulia e poi nel mosaico della Cappella Palatina. Sia il serpente che la corona, lo scettro e il cane sono attributi di Asclepio, il cui serpente era simbolo di rinnovamento.
Nel 1400 i giurati di Palermo adottarono l'immagine del Genio nel loro stemma.
Il riferimento al Genio è poi contenuto nel grido "Viva Palermo e Santa Rosalia" che accompagna il Festino in onore della Santa Patrona della città. Infatti, il riferimento "Viva Palermo" vorrebbe dire "Viva il Genio", il cui nome è appunto Palermo. La frase vorrebbe dunque dire "Viva il Genio e la Santa", entrambi protettori della città.

### Il Genio "laico" e la storia più recente
Nel XVIII secolo l'orizzonte simbolico delle raffigurazioni si allargò ulteriormente e il Genio di Palermo si fece meno ieratico, assumendo un ruolo più esplicito di emblema con funzioni politiche, mondane e sociali: il Genio dell'Apoteosi di Palermo a Palazzo Isnello è circondato da un corollario di figure simboliche, in un'allegoria trionfale, giocosa e gaudente, ad uso dell'aristocrazia violenta e incolta della città barocca, dove il serpente non è più attaccato al petto del nume; quello della Fontana di villa Giulia è solennemente circondato di simboli cittadini, emblemi e motti, ma senza il distacco misterioso e ieratico del Genio pretorio o del Genio del Garraffo.

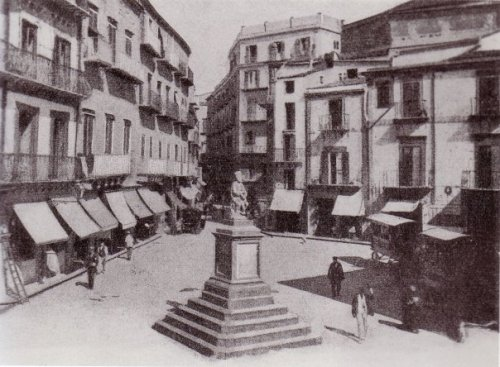
La statua del Genio in Piazza Rivoluzione alla fine del XIX secolo.

Nella rappresentazione più recente, quella musiva dei primi del XIX secolo, posta alla Cappella Palatina, il Genio è intento a sorreggere un medaglione con i ritratti di Ferdinando III di Borbone e della moglie Maria Carolina e il serpente è insieme ad un cane, ai suoi piedi.
Il Genio di Piazza Rivoluzione troverà un nuovo ruolo durante i Moti del 1848, diventando il simbolo del desiderio palermitano di libertà ed emancipazione dal dominio borbonico: in quel periodo il popolo in rivolta si radunava intorno alla statua, ammantata per protesta del tricolore. Personificando gli ideali della città assunse così un ruolo di patrono laico, complementare a quello di Santa Rosalia.
Tra il 1998 e il 2005 il Genio di Piazza Rivoluzione fu il simbolo di una manifestazione d'arte contemporanea palermitana intitolata Il Genio di Palermo.
Dalla fine del XX secolo e gli inizi del ventunesimo, il Genio del Garraffo appare come l'icona mutilata dal degrado civile che affligge Palermo.
Nel 2009 il FAI ha avviato una campagna di sensibilizzazione per la salvaguardia del Genio del Garraffo e una raccolta di fondi per il restauro del monumento.
Nel 2010 l'artista Fabrice de Nola ha realizzato un dipinto con un codice QR e il Genio del Garraffo, raffigurato come un mosaico digitale di pixel. Il codice QR dipinto connette i telefoni cellulari a questa pagina.
Nel luglio del 2020, viene inaugurata una nuova statua del Genio di Palermo all'Orto Botanico di Palermo, realizzata dall'artista Domenico Pellegrino. La statua del Genio di Palermo all'Orto Botanico è, di fatto, l'ultima scultura fissa in ordine di tempo ad essere stata installata nella città siciliana. 
Altri artisti, negli ultimi anni, hanno raffigurato il Genio, come Francesca Pagliaro che ha realizzato il cosiddetto GenioPop, scultura in gesso portatile in diversi colori.
Nel dicembre del 2021, per volontà dell'assessore regionale dei Beni Culturali e dell'identità Siciliana Alberto Samonà, il Genio di Palermo viene iscritto nel Reis, il Registro Eredità Immateriali della Sicilia quale "simbolo dell'identità profonda di Palermo e dei Palermitani".
Nell'estate del 2022, la Regione Siciliana, sempre su impulso di Alberto Samonà, dà vita all'itinerario del Genio di Palermo, inaugurando un'app mobile in italiano e inglese con diciotto luoghi cittadini in cui compaiono sue rappresentazioni .

## Rappresentazioni
Delle due raffigurazioni del Genio di Palermo più antiche, quella al Porto e quella di Palazzo Pretorio, ambedue scultoree, non si conoscono né la data di realizzazione né gli autori.
In quelle successive, realizzate tra la fine del XV secolo e gli inizi dell'Ottocento, il modello di rappresentazione della figura del nume si è evoluto.
Dalla seconda metà del XVIII secolo il suo corollario simbolico si estese in varie declinazioni allegoriche.
Senza contare le repliche su incisioni, esistono nove rappresentazioni monumentali conosciute.
- Genio del Porto, altorilievo marmoreo del cippo situato all'ingresso del porto di Palermo su via Emerico Amari.
- Genio di Palazzo Pretorio, detto in siciliano Palermu u nicu (Palermo il piccolo). La statua è parte di un gruppo scultoreo posto sullo scalone del Palazzo Pretorio, sede del Municipio della città.
- Genio del Garraffo, detto in siciliano Palermu lu granni (Palermo il grande) per distinguerlo da quello più piccolo di Palazzo Pretorio. La scultura fu realizzata da Pietro de Bonitate alla fine del XV secolo. Si trova alla Vucciria, nella nicchia centrale dell'edicola realizzata da Paolo Amato nel XVII secolo. Da non confondere con la Fontana del Garraffo né con la Fontana del Garraffello.[20]
- Genio di Piazza Rivoluzione. Scultura del XVI secolo, posta sulla fontana di Piazza Rivoluzione.
- Genio di Villagrazia, o di Villa Fernandez.[21][22] Rilievo scultoreo della fine del XVII secolo,[23][24] posto sull'ingresso di Villa Fernandez, in via Crimi, nel quartiere di Villagrazia[25] a Palermo. Anche se non si tratta di una copia, l'opera è evidentemente stata realizzata sul modello del Genio del Porto.
- Genio dell'Apoteosi di Palermo, personaggio centrale dell'affresco L'Apoteosi di Palermo (1760), dipinto da Vito D'Anna nel salone da ballo di Palazzo Isnello. L'affresco è considerato uno dei capolavori della pittura siciliana del XVIII secolo.[10]
- Genio di Villa Giulia, scultura marmorea (1778) collocata al centro della fontana di Ignazio Marabitti a Villa Giulia.
- Genio del Mosaico, pannello musivo posto sopra la porta d'ingresso della Cappella Palatina a Palazzo dei Normanni. L'opera fu realizzata da Pietro Casamassima nei primi del XIX secolo.
- Genio di Palermo all'Orto Botanico, scultura in resina e polvere di marmo, collocata all'interno della Serra Tropicale dell'Orto Botanico, inaugurata nel 2020 e realizzata da Domenico Pellegrino.

A queste altre se ne possono aggiungere. Un bassorilievo raffigurante il Genio collocato in via Oreto, proprio sull'ingresso del numero civico 108; al numero 112 del medesimo edificio, un palazzetto risalente al XIX secolo, si può osservare la personificazione fiume Oreto. Inoltre il Genio è protagonista di una complessa scena allegorica, attribuita all'artista palermitano Antonio Grano, affrescata sulla parete destra della cappella di Santa Rosalia, nella Chiesa del Gesù (Palermo). Il Genio è qui seduto al centro della composizione, affiancato da un uomo infreddolito, personificazione dell'inverno) e dal fiume Oreto, accompagnato dalla ninfa del Gabriele; mentre la peste si avvicina per flagellarlo, un angelo, provvidenzialmente inviato da santa Rosalia, allontana il contagio. Esiste un'ulteriore raffigurazione del Genio di Palermo, si tratta di un arazzo appesa nella sala delle armi di Palazzo Comitini.

### Galleria d'immagini del Genio

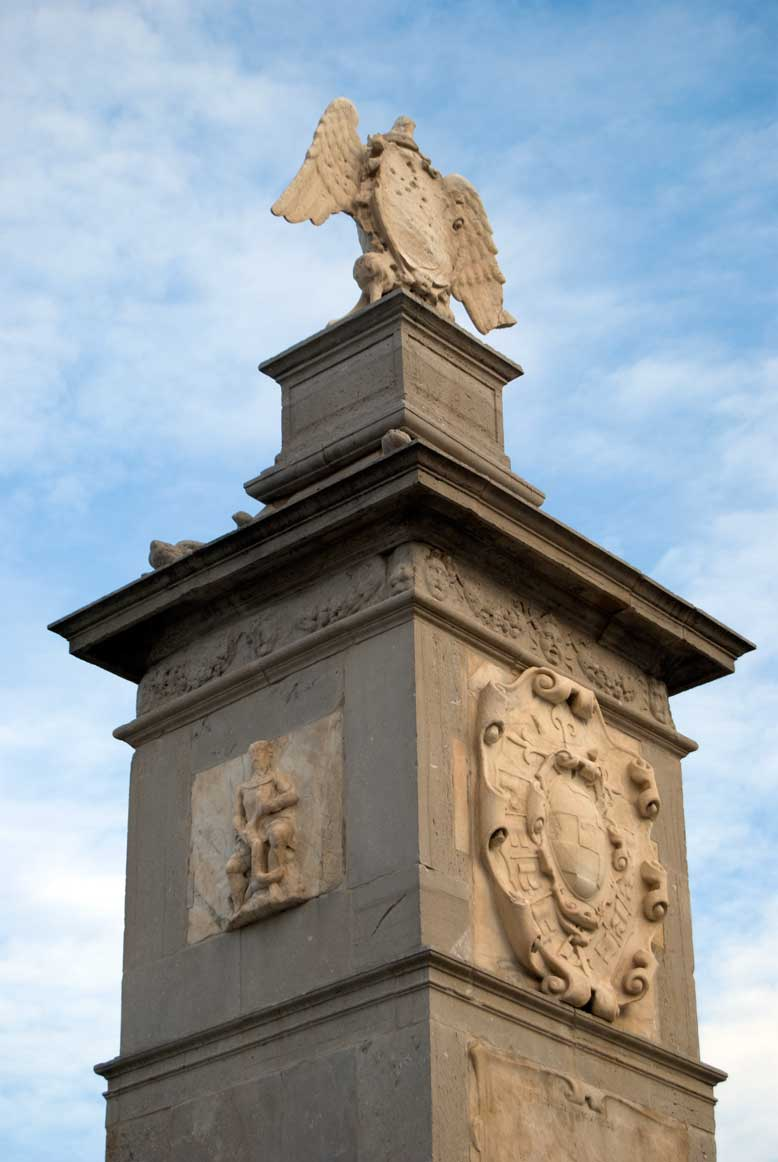
Il Genio di Palermo sul cippo del Porto.
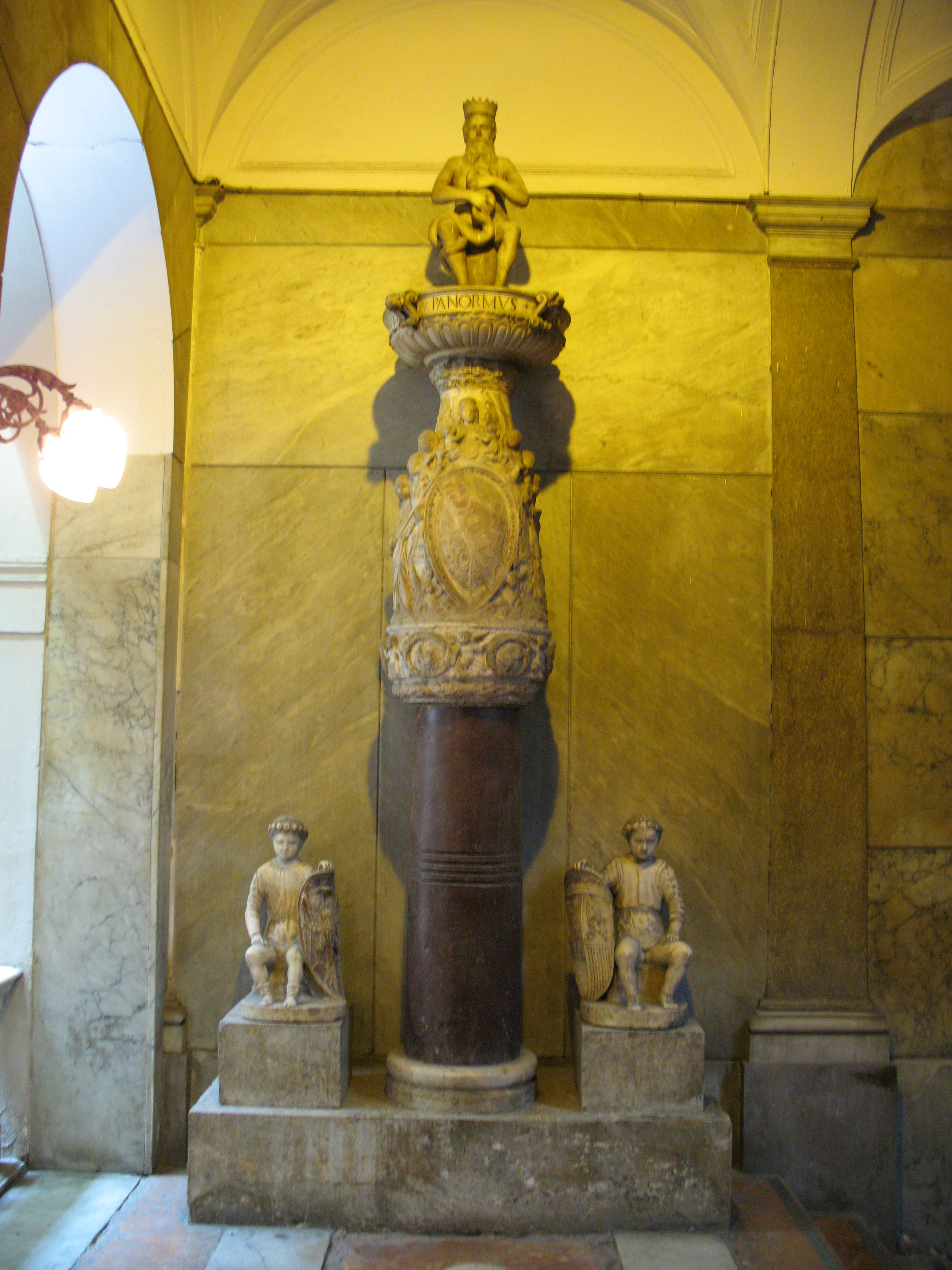
Gruppo statuario del Genio di Palazzo Pretorio.
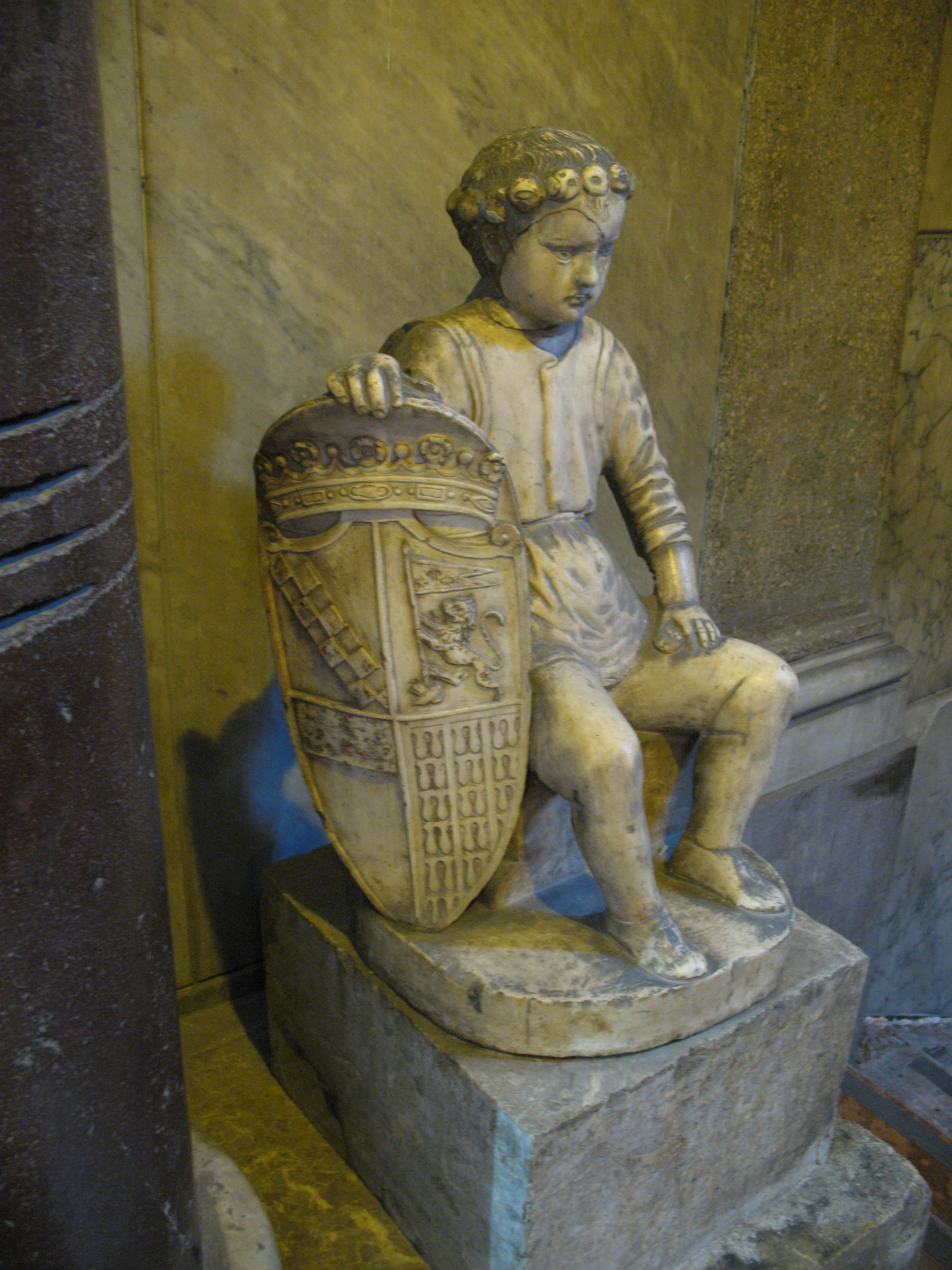
Paggio di destra del Genio di Palazzo Pretorio.
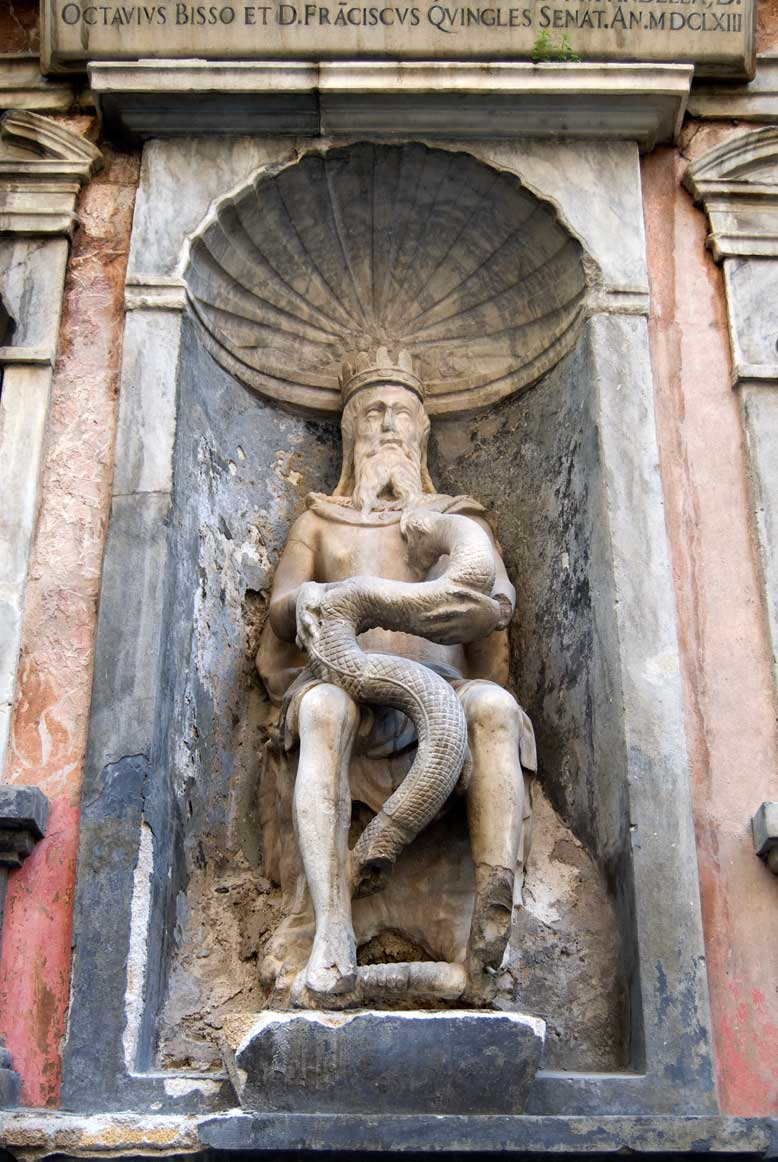
Statua del Genio del Garraffo o Palermu lu Grandi (Pietro de Bonitate, 1483).
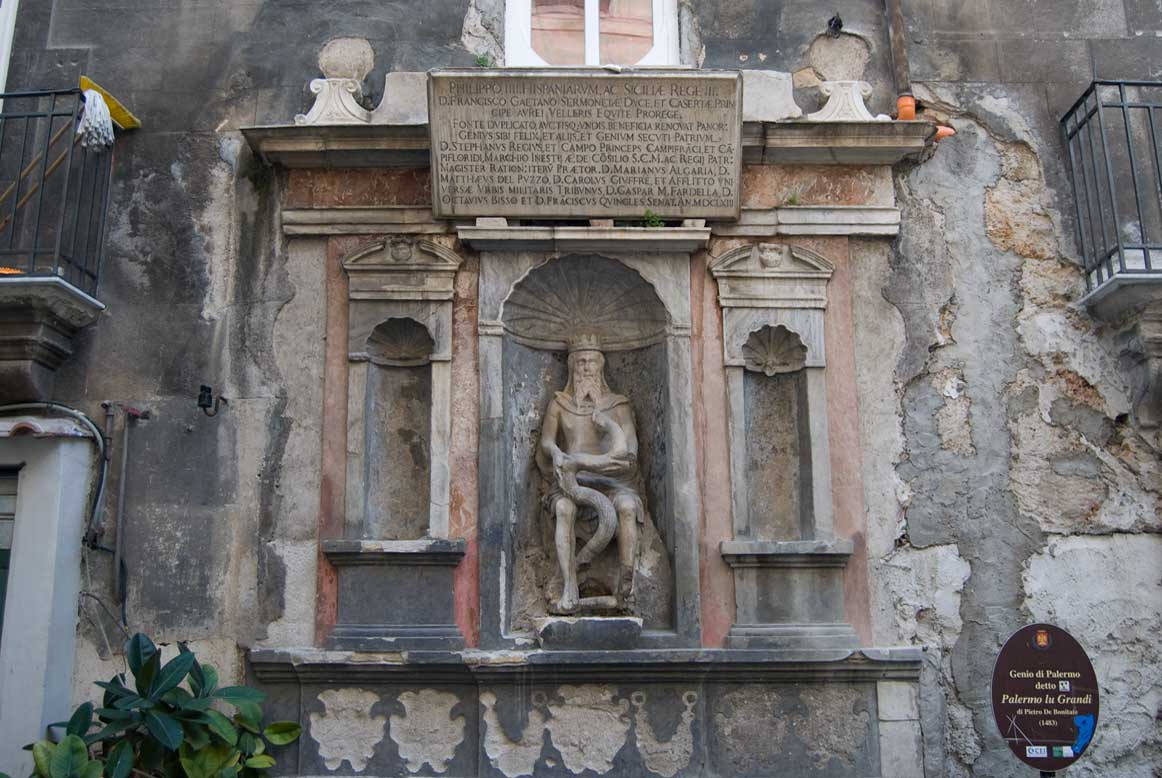
L'edicola del Genio del Garraffo (Paolo Amato, 1663).
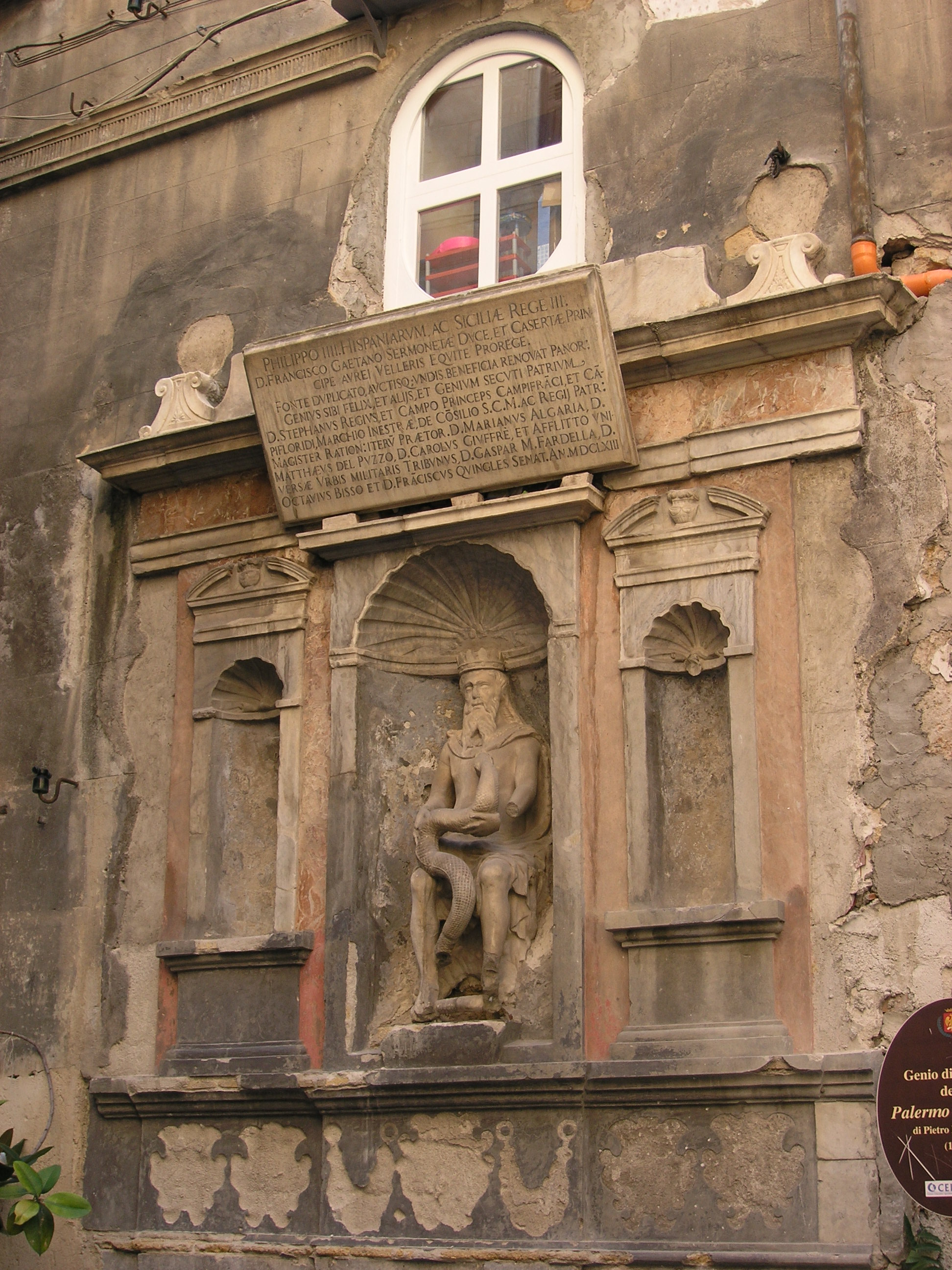
L'edicola del Genio del Garraffo (Paolo Amato, 1663).
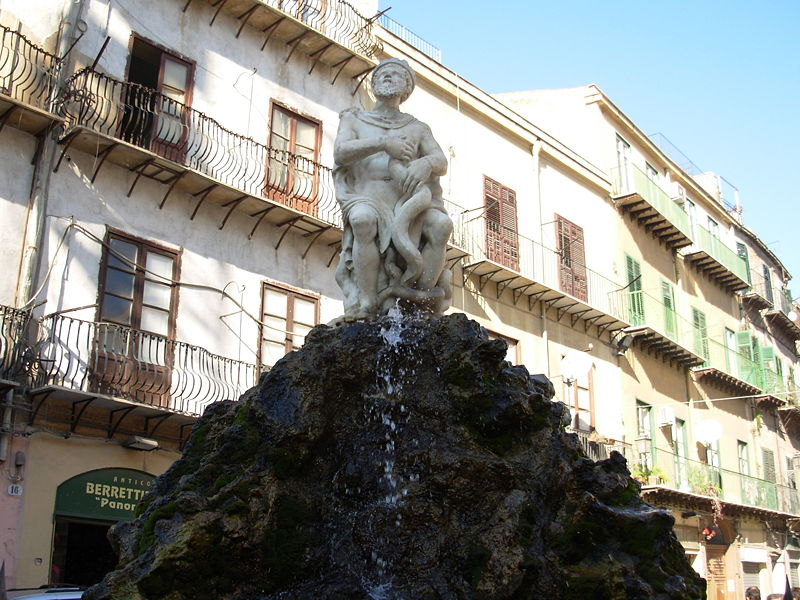
Il Genio di Piazza Rivoluzione.
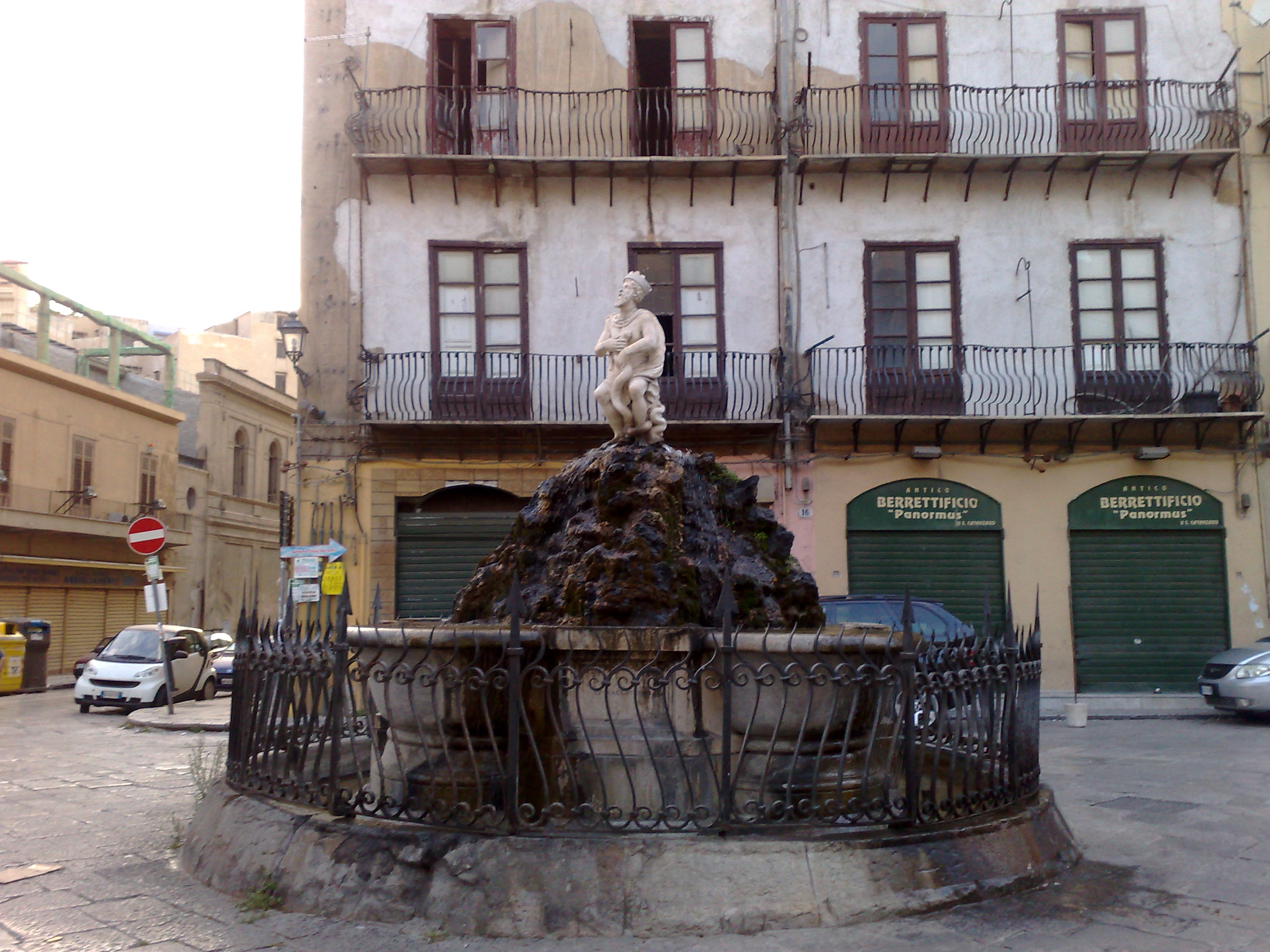
La fontana del Genio di Piazza Rivoluzione.
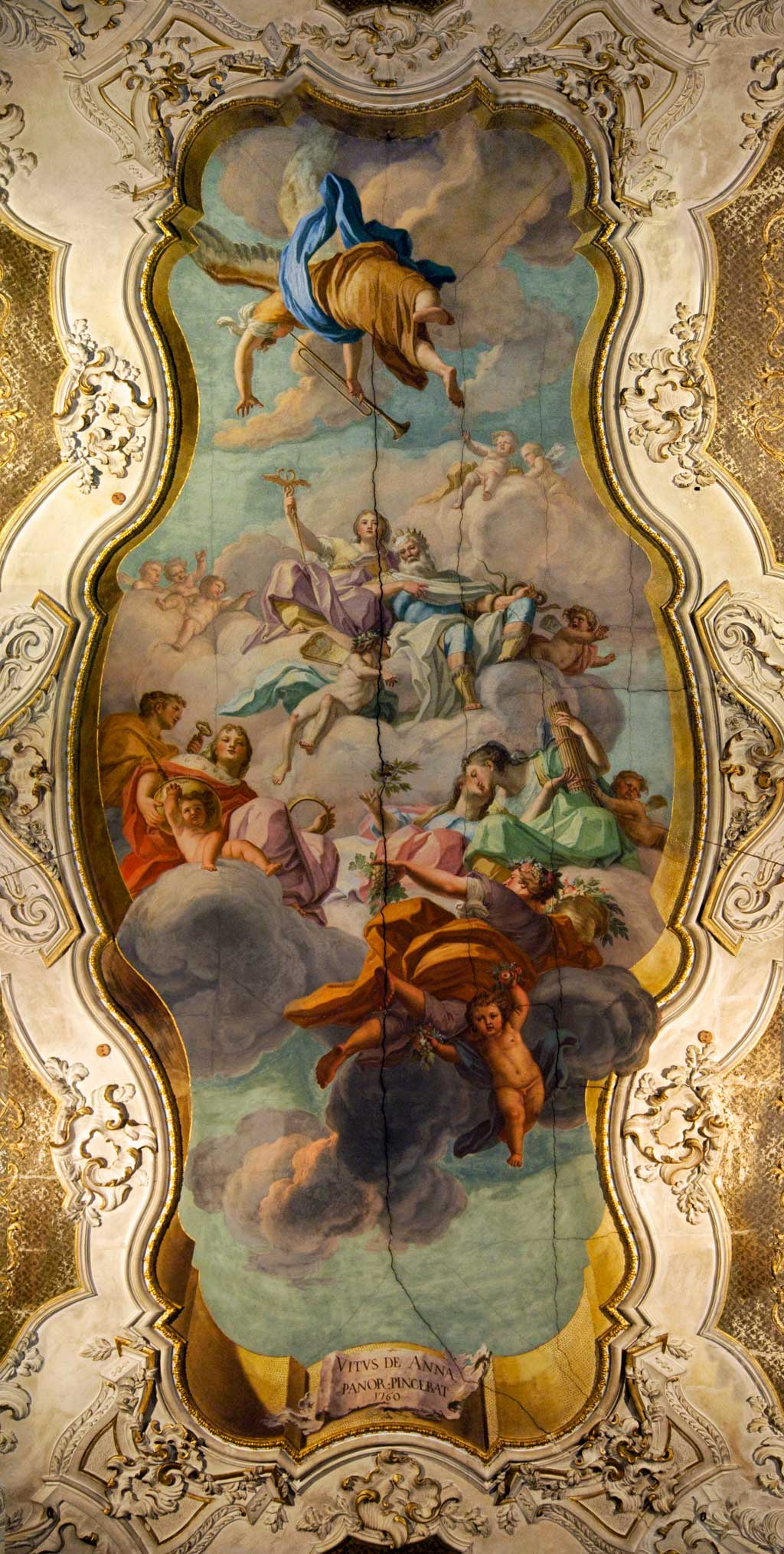
Il Affresco dell'Apoteosi di Palermo a Palazzo Isnello (Vito D'Anna, 1760).
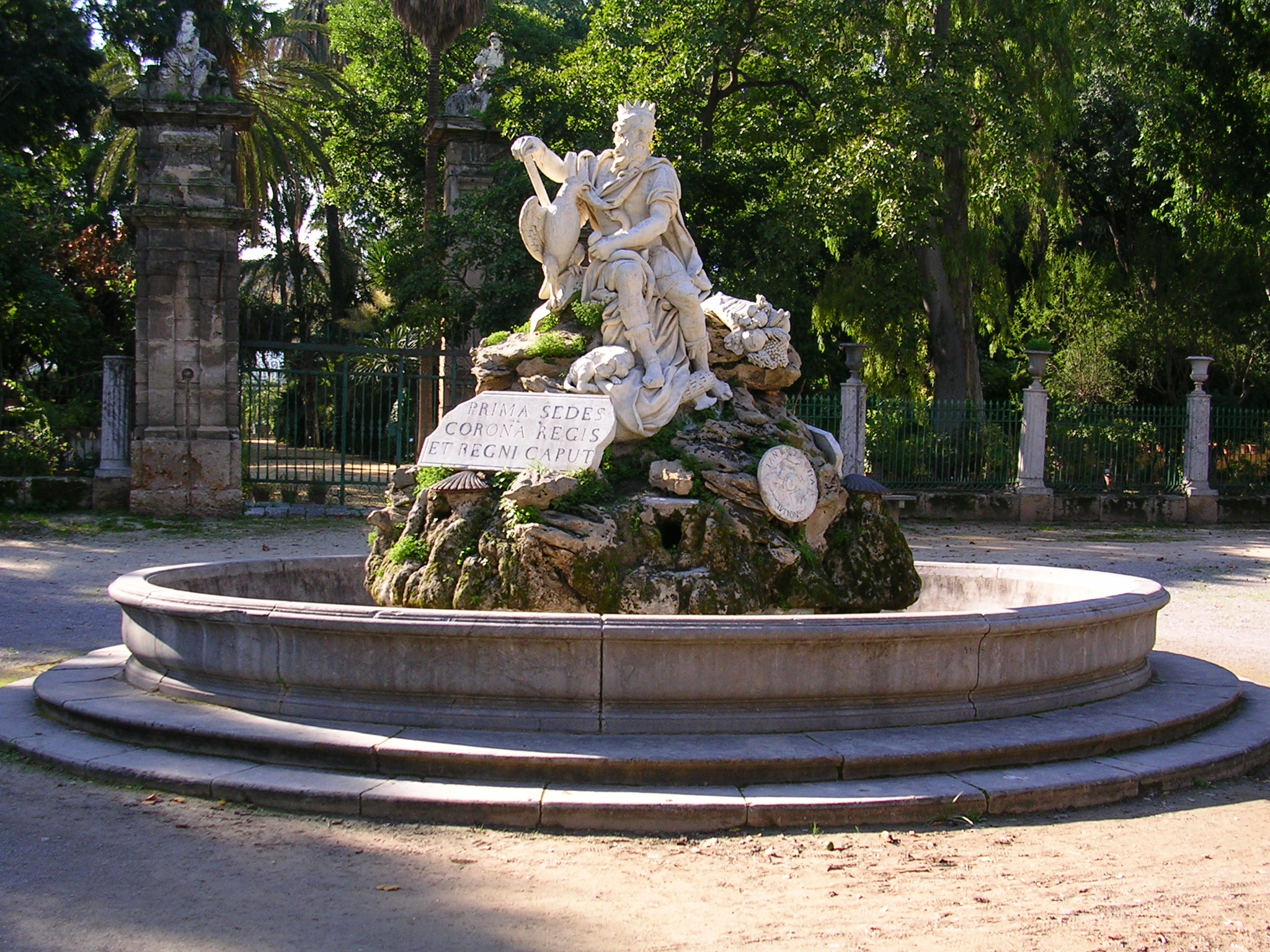
La fontana del Genio di Villa Giulia (Ignazio Marabitti, 1778).
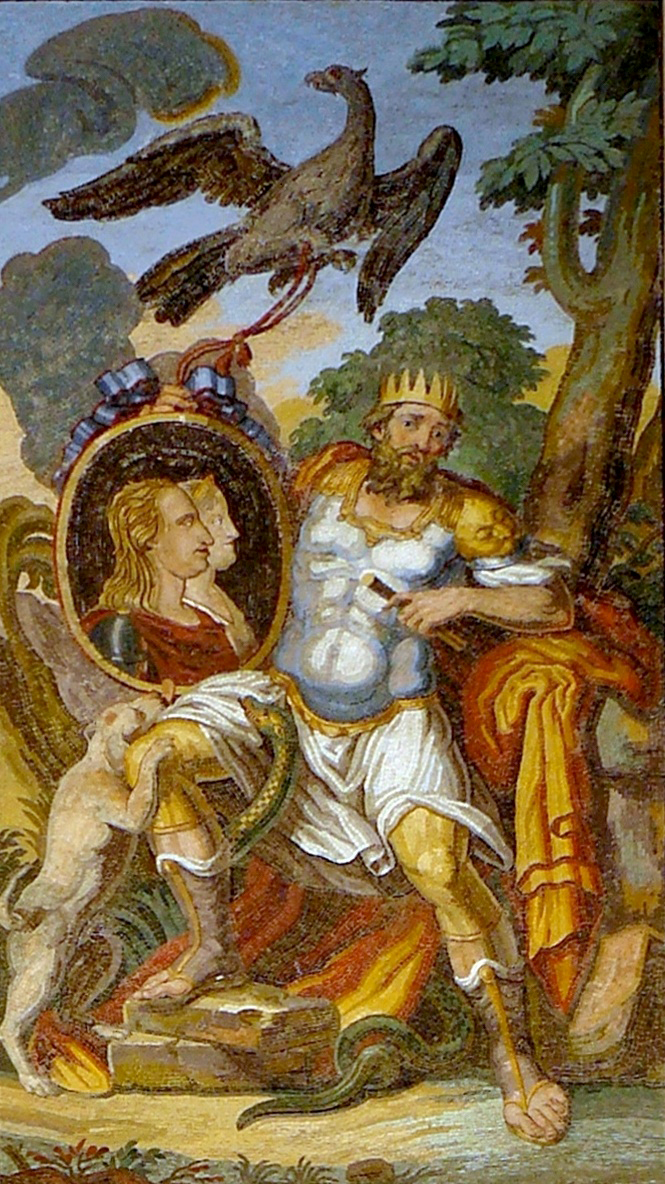
Il Genio del Mosaico a Palazzo dei Normanni (Pietro Casamassima, inizi del XIX secolo).
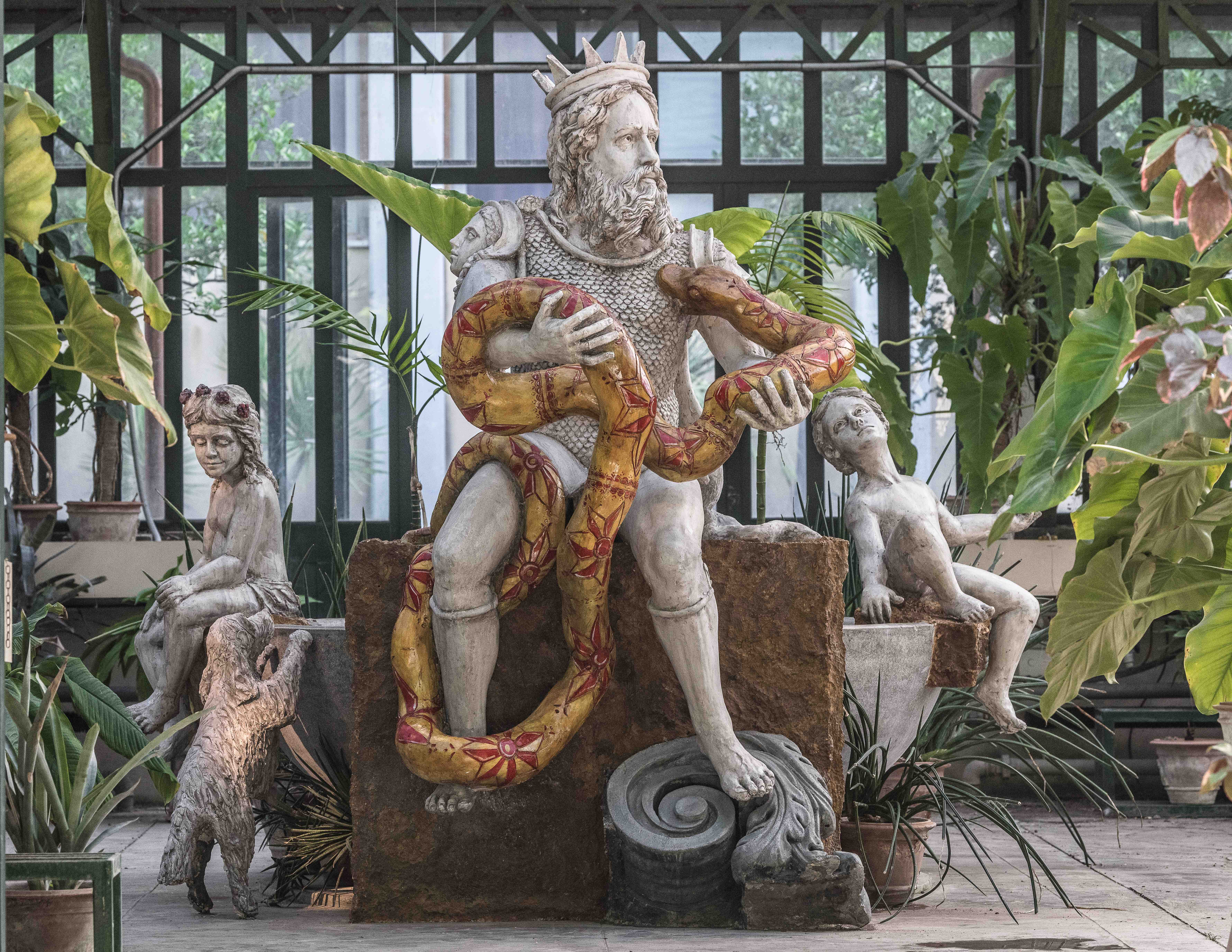
Genius Panormi, Serra Tropicale, Orto Botanico di Palermo, Domenico Pellegrino 2020

### Galleria d'immagini storiche e lapidi

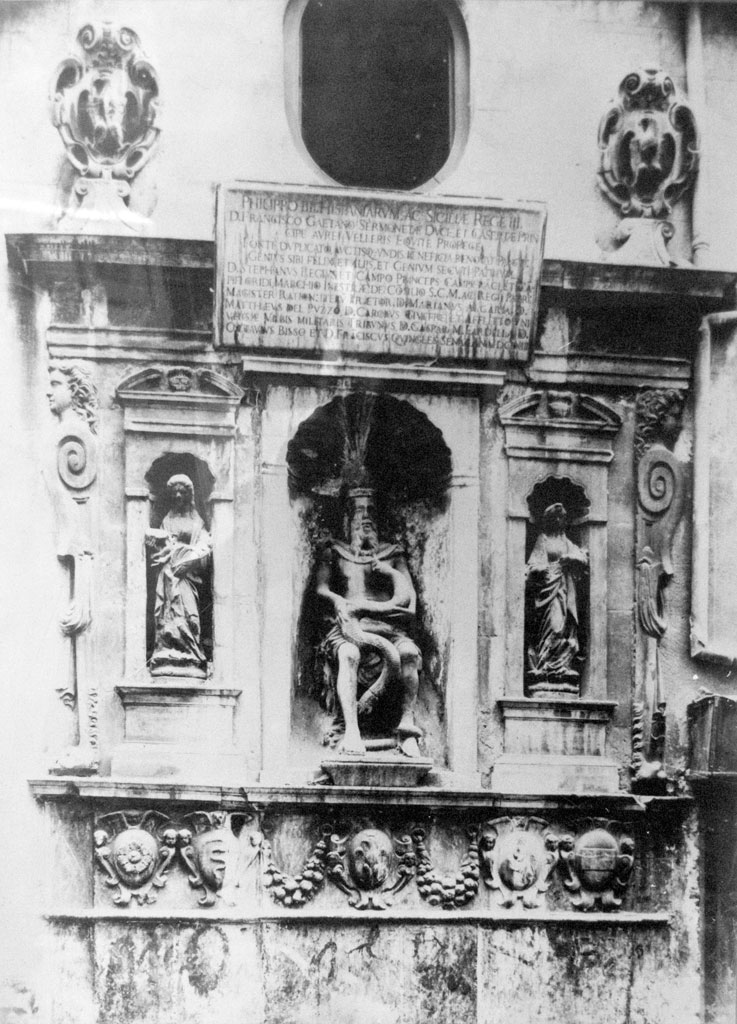
L'edicola del Genio del Garraffo nel 1969.
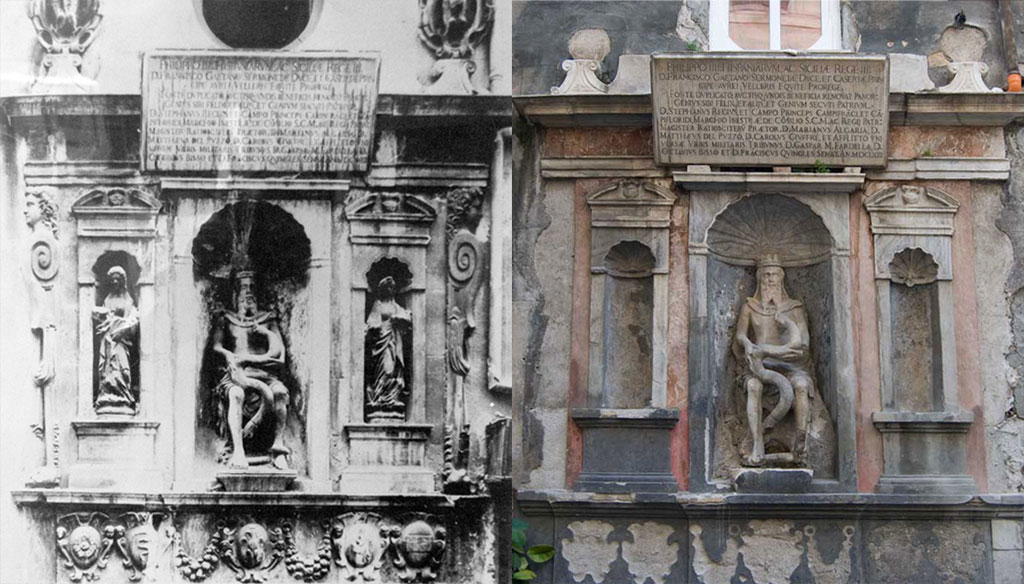
Confronto tra l'edicola del Garraffo nel 1969 e nel 2010.
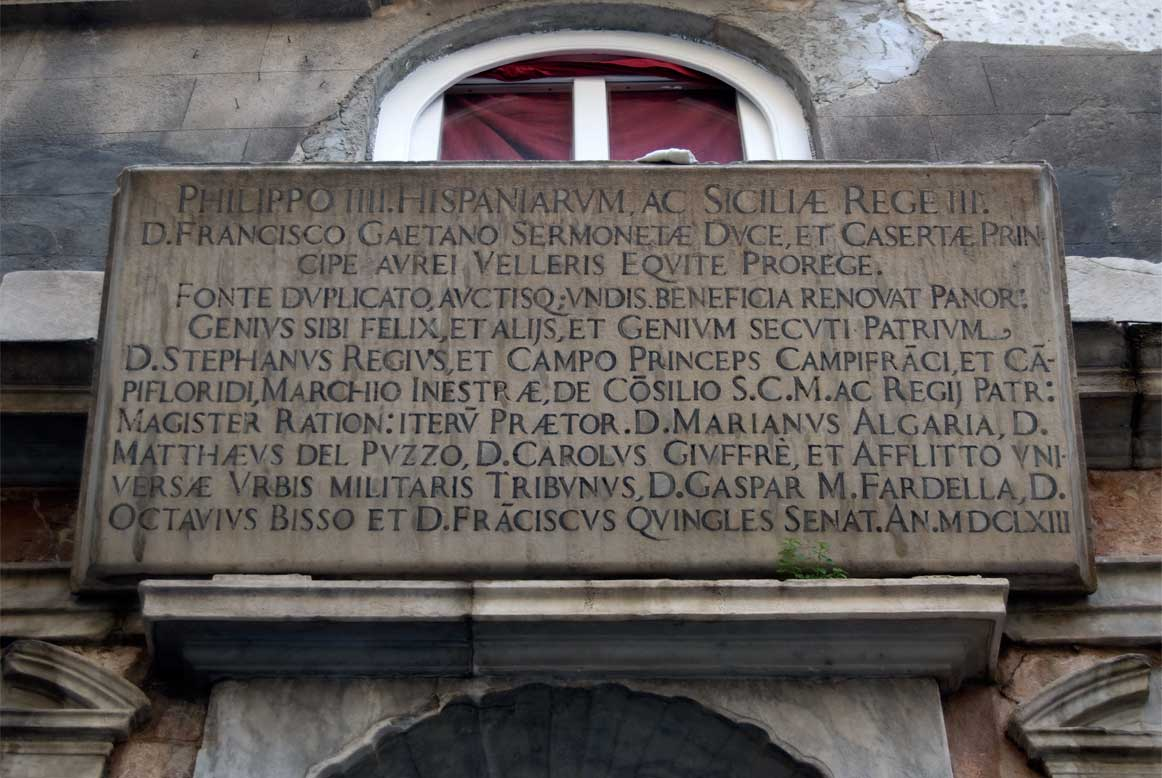
Targa marmorea del 1663 sull'edicola del Garraffo.
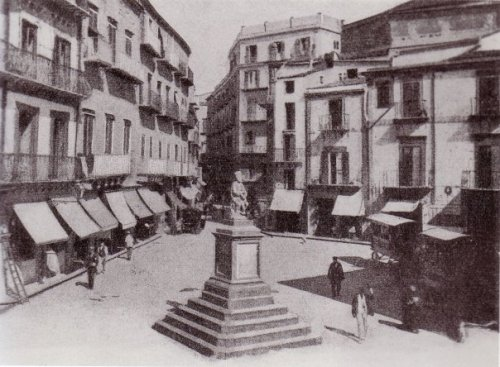
Il Genio di piazza Rivoluzione alla fine del XIX secolo.
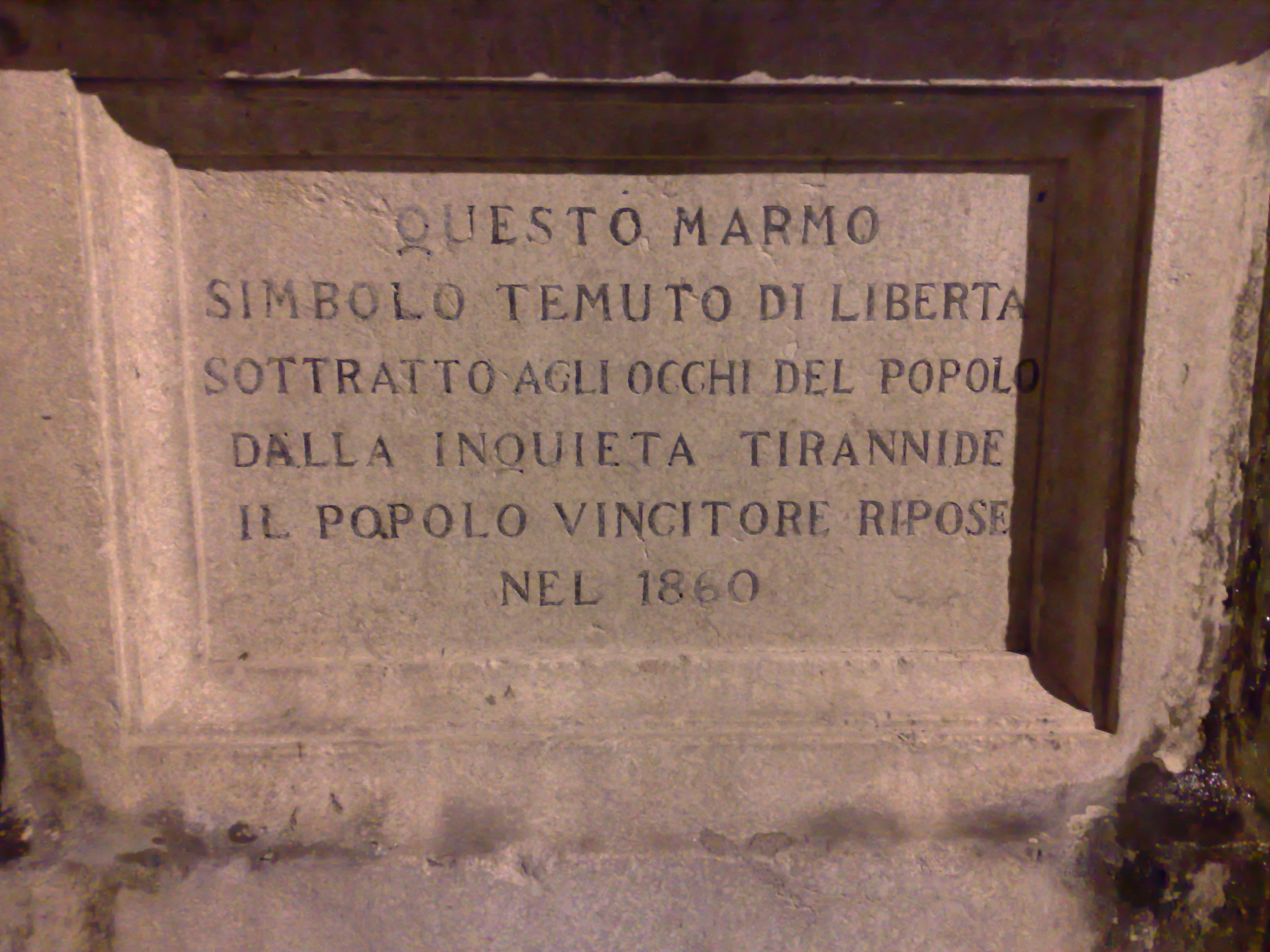
Lapide del 1860 in ricordo dei Moti del 1848, Fontana del Genio di piazza Rivoluzione.